# Campeonato Sul-Americano de Voleibol Feminino de 2023
O Campeonato Sul-Americano de Voleibol Feminino de 2023 foi a 35.ª edição deste torneio organizado bianualmente pela Confederação Sul-Americana de Voleibol (CSV). O torneio ocorreu entre os dias 19 e 23 de agosto, na cidade de Recife, Brasil.
Após vencer todas as quatro partidas disputadas sem perder sequer um set, a seleção brasileira conquistou o título do Sul-Americano, sendo este o 23º título continental da equipe brasileira na história da competição. A ponteira brasileira Gabriela Guimarães foi eleita a melhor jogadora do torneio.

## Equipes participantes
O torneio contou com 5 países participantes.
| Equipe    | Última participação |
| --------- | ------------------- |
| Argentina | 2021                |
| Brasil    | 2021                |
| Chile     | 2021                |
| Colômbia  | 2021                |
| Peru      | 2021                |

## Local das partidas
| Recife, Brasil                        |
| Ginásio de Esportes Geraldo Magalhães |
| ------------------------------------- |
|                                       |
| Capacidade: 10 000                    |

## Formato da disputa
A disputa ocorreu sob o formato de torneio de pontos corridos, com jogos únicos entre todas as equipes participantes. Após as cinco rodadas, o título foi concedido à equipe que acumulou a maior pontuação.

## Critérios de classificação no grupo
1. Número de vitórias;
2. Pontos;
3. Razão de sets;
4. Razão de pontos;
5. Resultado da última partida entre os times empatados.

- Placar de 3–0 ou 3–1: 3 pontos para o vencedor, nenhum para o perdedor;
- Placar de 3–2: 2 pontos para o vencedor, 1 para o perdedor.

## Resultados

### Classificação
|     |           |     | Jogos | Jogos | Jogos | Resultados | Resultados | Resultados | Resultados | Resultados | Resultados | Sets | Sets | Sets  | Pontos | Pontos | Pontos |
| Pos | Equipe    | Pts | T     | V     | D     | 3–0        | 3–1        | 3–2        | 2–3        | 1–3        | 0–3        | V    | P    | R     | V      | P      | R      |
| --- | --------- | --- | ----- | ----- | ----- | ---------- | ---------- | ---------- | ---------- | ---------- | ---------- | ---- | ---- | ----- | ------ | ------ | ------ |
| 1   | Brasil    | 12  | 4     | 4     | 0     | 4          | 0          | 0          | 0          | 0          | 0          | 12   | 0    | MAX   | 300    | 196    | 1.531  |
| 2   | Argentina | 9   | 4     | 3     | 1     | 2          | 1          | 0          | 0          | 0          | 1          | 9    | 4    | 2.250 | 304    | 229    | 1.328  |
| 3   | Colômbia  | 6   | 4     | 2     | 2     | 1          | 1          | 0          | 0          | 0          | 2          | 6    | 7    | 0.857 | 302    | 279    | 1.082  |
| 4   | Chile     | 2   | 4     | 1     | 3     | 0          | 0          | 1          | 0          | 0          | 3          | 3    | 11   | 0.273 | 253    | 329    | 0.769  |
| 5   | Peru      | 1   | 4     | 0     | 4     | 0          | 0          | 0          | 1          | 2          | 1          | 4    | 12   | 0.333 | 305    | 369    | 0.827  |

- As partidas seguem o horário local (UTC−3).

### Rodada 1
| Data   | Hora  |           | Placar |       | Set 1 | Set 2 | Set 3 | Set 4 | Set 5 | Total | Relatório |
| ------ | ----- | --------- | ------ | ----- | ----- | ----- | ----- | ----- | ----- | ----- | --------- |
| 19 ago | 18:00 | Argentina | 3–1    | Peru  | 25–16 | 24–26 | 25–23 | 25–19 |       | 99–84 | Resultado |
| 19 ago | 20:30 | Brasil    | 3–0    | Chile | 25–13 | 25–11 | 25–21 |       |       | 75–45 | Resultado |

### Rodada 2
| Data   | Hora  |        | Placar |           | Set 1 | Set 2 | Set 3 | Set 4 | Set 5 | Total | Relatório |
| ------ | ----- | ------ | ------ | --------- | ----- | ----- | ----- | ----- | ----- | ----- | --------- |
| 20 ago | 16:00 | Chile  | 0–3    | Colômbia  | 10–25 | 24–26 | 13–25 |       |       | 47–76 | Resultado |
| 20 ago | 18:30 | Brasil | 3–0    | Argentina | 25–17 | 25–16 | 25–17 |       |       | 75–50 | Resultado |

### Rodada 3
| Data   | Hora  |       | Placar |           | Set 1 | Set 2 | Set 3 | Set 4 | Set 5 | Total | Relatório |
| ------ | ----- | ----- | ------ | --------- | ----- | ----- | ----- | ----- | ----- | ----- | --------- |
| 21 ago | 18:00 | Peru  | 1–3    | Colômbia  | 25–20 | 17–25 | 15–25 | 20–25 |       | 77–95 | Resultado |
| 21 ago | 20:30 | Chile | 0–3    | Argentina | 23–25 | 23–25 | 15–25 |       |       | 61–75 | Resultado |

### Rodada 4
| Data   | Hora  |           | Placar |          | Set 1 | Set 2 | Set 3 | Set 4 | Set 5 | Total | Relatório |
| ------ | ----- | --------- | ------ | -------- | ----- | ----- | ----- | ----- | ----- | ----- | --------- |
| 22 ago | 18:00 | Argentina | 3–0    | Colômbia | 25–20 | 29–27 | 26–24 |       |       | 80–71 | Resultado |
| 22 ago | 20:30 | Brasil    | 3–0    | Peru     | 25–14 | 25–18 | 25–9  |       |       | 75–41 | Resultado |

### Rodada 5
| Data   | Hora  |        | Placar |          | Set 1 | Set 2 | Set 3 | Set 4 | Set 5 | Total   | Relatório |
| ------ | ----- | ------ | ------ | -------- | ----- | ----- | ----- | ----- | ----- | ------- | --------- |
| 23 ago | 18:00 | Peru   | 2–3    | Chile    | 23–25 | 25–23 | 17–25 | 25–12 | 13–15 | 103–100 | Resultado |
| 23 ago | 20:30 | Brasil | 3–0    | Colômbia | 25–19 | 25–22 | 25–19 |       |       | 75–60   | Resultado |

## Classificação final
| Posição | Equipe    |
| ------- | --------- |
|         | Brasil    |
|         | Argentina |
|         | Colômbia  |
| 4       | Chile     |
| 5       | Peru      |

|  | Classificado para o Campeonato Mundial de 2025 |

## Premiações
| Campeonato Sul-Americano de 2023 |
| Brasil                           |
| -------------------------------- |
| Brasil Campeão (23.º título)     |

### Individuais
As atletas que se destacaram individualmente foramː
| - Most Valuable Player (MVP) Gabriela Guimarães - Melhor levantadora Roberta Ratzke - Melhores ponteiras Gabriela Guimarães Amanda Coneo | - Melhores centrais Thaísa Daher Candelaria Herrera - Melhor oposta Kisy Nascimento - Melhor líbero Nyeme Costa |

## Ligação externa
- «Página oficial da CSV» (em espanhol)